# 신유빈
신유빈(申裕斌, 2004년 7월 5일~)은 대한민국의 탁구 선수이다. 어릴 때부터 신동이라 불리면서 탁구에 두각을 나타냈으며, 2019년에 대한민국에서는 역대 최연소인 만 15세의 나이에 국가대표로 발탁되었다. 2019년 아시아 선수권 대회에 대한민국 국가대표로 참가했으며, 2020년 하계 올림픽에 역대 최연소 대한민국 탁구 국가대표로 참가했다. 2번째 올림픽인 2024년 하계 올림픽에서는 혼합 복식 종목에서 동메달을, 탁구 여자 단체전에서는 동메달을 기록하였다.

## 경력
경기도 수원시 출신으로, 어린 시절부터 탁구 신동으로 여겨져 많은 방송 프로그램에 출연하며 탁구를 하는 모습을 보였다.
청명중 졸업 후 고등학교에 들어가지 않고 바로 실업팀 대한항공에 입단했으며, 2019년 대한민국 국가대표로 발탁되었다. 당시 만 15세 11개월 16일로 역대 최연소 국가대표이다. 이전 최연소 국가대표 선수는 현정화이다.
복식은 2019년부터 전지희와 함께하고 있다.
2020년 7월에 일본 도쿄에서 열린 2020년 하계 올림픽에 출전하였다. 당시 여자 단식과 여자 단체전에 출전했으며 단식에서는 가이아나의 첼시 에젤과 룩셈부르크의 니샤롄을 꺾었으며 3회전 상대인 홍콩의 도우호이캄에게 패했다. 단체전에서는 전지희, 최효주와 팀을 이뤄 출전했으며, 16강전에서 폴란드를 꺾었으나 8강전에서 독일에 패하여 탈락했다.
2023년 5월 남아프리카 공화국 더반에서 열린 2023년 세계 선수권 대회에서 전지희와 짝을 이뤄 은메달을 획득하였다. 현재 세계랭킹은 9위다.
2022년 10월 항저우에서 열린 2022년 아시안 게임 탁구 여자 복식에 전지희와 함께 나서서 금메달을 획득했다. 여자 단체전, 여자 단식 그리고 혼합 복식에서 동메달 3개를 획득했다.
2024년 7월 프랑스 파리에서 열린 2024년 하계 올림픽에 대한민국 국가대표로 참가했다. 임종훈과 함께 출전한 혼합 복식 준결승에서 중국의 왕추친과 쑨잉사에게 패했으며 홍콩의 황전팅과 도우호이캄 조를 꺾고 동메달을 획득하였다. 탁구 여자 단체전(신유빈·이은혜·전지희)에서는 동메달을 기록하였다.
2025년 5월 카타르 도하에서 열린 세계선수권 혼합복식에서 임종훈과 함께 동메달을 획득하였다.

## 학력
- 청명중학교(졸업)

## 방송
- 2014년 MBC 《무한도전 372회 - 지구를 지켜라 2부》(2014. 3. 15.)
- 2021년 MBC 《놀면 뭐하니? 102~103회》(2021. 8. 21., 2021. 8. 28.)
- 2023년 TV CHOSUN 《조선체육회  9회》(2023. 10. 9.)
- 2023년 TvN 《유 퀴즈 온 더 블럭 216회》(2023. 10. 25.)

## 수상 목록
- 2024년 대한민국 퍼스트브랜드 대상 스포츠선수 부문 수상

## 같이 보기
- 이은혜
- 지은채
- 김하영

## 갤러리

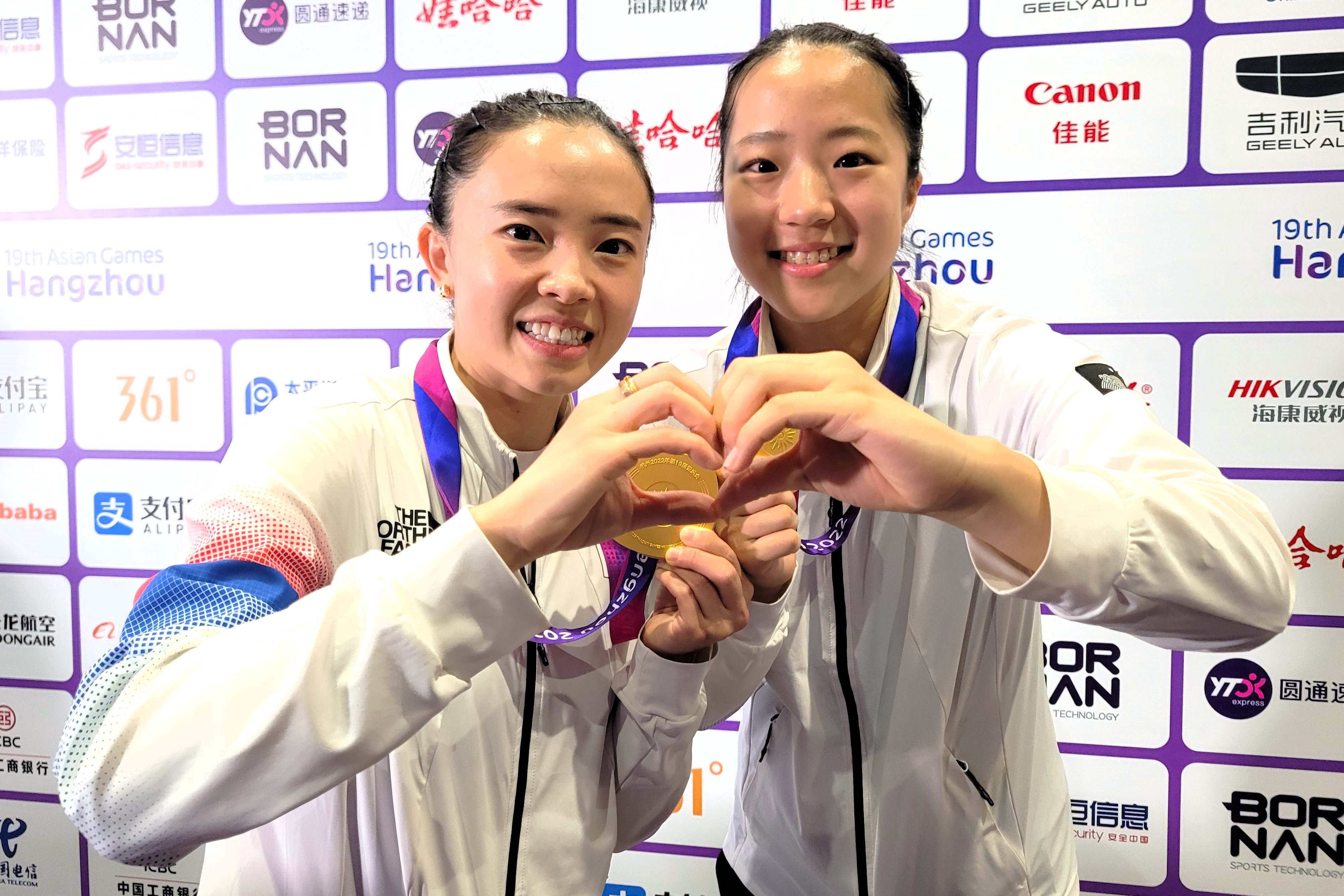
2022 항저우 아시안게임에서 금메달을 딴 후 포즈를 지어보이는 전지희와 신유빈.